# Réginald Grégoire
Reginald Grégoire (Bruselas, 13 de julio de 1935 - Fabriano, 26 de febrero de 2012) fue un historiador y hagiógrafo benedictino.
En 1957 se unió al equipo que colaboró en la preparación de la Nueva Vulgata y luego trabajó en la Secretaría de Estado de la Santa Sede durante el pontificado de Pablo VI.
Fue profesor de Historia de la Iglesia en la Universidad de Pisa (desde 1975 hasta 1987), luego de Historia de la Liturgia en la Universidad de Pavía (desde 1987 hasta 1994), también de Historia del Cristianismo en la Universidad de Urbino (desde 1993).
Dirigió el Instituto histórico-político de la Universidad de Urbino y fue rector magnífico de la Università degli Adulti de Fabriano.

## Obras
Escribió especialmente sobre temas hagiográficos, aunque también de historia de la espiritualidad y de la vida religiosa en la Edad Media. 
- Réginald Grégoire. 1993. La formation du personnel de direction de l'école: un aperçu de son organisation et de son orientation aux Etats-Unis et dans deux provinces canadiennes. Editor Gouv. du Québec, Ministère de l'éducation, 122 pp.

- Manuale de agiologia. Introduzione alla letteratura agiografica. 1987

- Réginald Grégoire, Léo Moulin, Raymond Oursel. 1985. The monastic realm. Edición ilustrada de Rizzoli, 287 pp. ISBN 0847806642

- La vocazione sacerdotale. I canonici regolari nel Medioevo. 1982

- Grandir avec la télévision: la télévision et les valeurs dans le projet éducatif. Editor	Gouv. du Quebec, Conseil supérieur de l'éducation, 81 pp. ISBN 2551051568 1982

- Repertorium Liturgicum Italicum. Studi medievali (3. ser.) 9 (1968): 535-6

- Les Homelaires Du Moyen Age: Inventaire et Analyse Des Manuscrits. Editor	Herder, 264 pp. 1966